# Phyla reptans
Phyla reptans là một loài thực vật có hoa trong họ Cỏ roi ngựa. Loài này được (Kunth) Greene miêu tả khoa học đầu tiên năm 1899.